# Споменик јеврејским ратницима Балканских и Првог светског рата 1912—1918
Споменик јеврејским ратницима Балканских и Првог светског рата 1912–1918 подигнут је 1927. године, у Београду. Налази се на Сефардском гробљу, на такозваној ратничкој парцели. На њему су уклесана имена 132 страдала српска Јевреја.

## О споменику
Први у низу комеморативних споменика подигнут је 1927. године за јеврејске ратнике страдале у Балканским ратовима и Првом светском рату 1912 – 1918, који се налази на Сефардском гробљу. Подизањем тог обележја, истакнут је допринос Јевреја у очувању државе у којој су живели, и вечна захвалност свим београдским Јеврејима који су херојски дали своје животе за отаџбину. Одлуку да се направи споменик донео је, 1924. године, Одбор оформљен у оквиру јеврејске заједнице, на челу са врховним рабином др Исаком Алкалајем. Новац су прикупили рођаци и пријатељи погинулих. 
Заслужни уметници за израду овог дела јесу јеврејски архитекта Самуел Сумбул и каменорезац Јосиф Дајч. Споменик се налази на платоу полукружног облика, на тзв. ратничкој парцели, уз сам улаз у гробље. Састоји се из два сегмента - обелиска  и каменог блока. У средишту полукружног платоа је обелиск висок осам метара, са четири стуба. На пирамидалном врху налази се двоглави орао раширених крила, а испод њега српски грб са четири оцила. Једна орлова глава гледа у небо, односно у слободу, док је друга погнута ка земљи и симболично тугује са жртвама. На дну обелиска је мотив српске шајкаче, сабље и пушке, а испод је Давидова звезда и Његошеви стихови из „Горског вијенца”, као симболи пријатељства јеврејског и српског народа.
На ивицама платоа су, такође, карактеристични симболи јудаизма, бели лавови, а иза њих су гробови погинулих. 
Задњи део споменика затворен је са трапезоидним каменим масивом, састављен од пет плоча, са две пламене светиљке, јеврејски вечни помен умрлима. На средишним хоризонталним и вертикалним плочама исклесана је посвета погинулима, а на две бочне уклесана су имена 132 страдала српска Јевреја. Крај имена постављени су каменчићи, као један од јеврејских обичаја, јер на истом месту почивају земни остаци хероја. Да би успомена на њих била што трајнија подигнут им је овај споменик који ће новим нараштајима најјасније сведочити да су се Српски Јевреји умели одужити својој српској отаџбини, и који ће нове генерације учити да се за отаџбину треба жртвовати.
Споменик је откривен 2. октобра 1927. године у присуству Његовог величанства краља Александра I Карађорђевића, многобројних великодостојника и грађанства.  Том приликом председник Удружења резервних официра и ратника Милан Ђ. Радосављевић, рекао је „У име 14.000 резервних официра и организованих ратника полажем овај венац славе, на светле гробове наших ратних другова Мојсијеве вере. Дубоко се клањам њиховим светим сенама, сенима ратника-мојсијеваца који дадоше за слободу Србије и за уједињење нашег троименог народа!”.

## Галерија
- Споменик јеврејским ратницима балканских и Првог светског рата 1912 – 1918